# Menhir de la Pierre Saint-Martin (Fleury-sur-Andelle)
La Pierre Saint-Martin est un menhir situé sur le territoire de la commune de Fleury-sur-Andelle dans le département de l’Eure en France.

## Localisation
Le mégalithe est situé en bordure d’un bois à l’est de la commune de Fleury-sur-Andelle.

## Description
La Pierre Saint-Martin est un menhir en calcaire de 1,25 m de haut sur  1,50 m de large et 0,75 m d’épaisseur. Un deuxième morceau est posé à côté. Lors de sa première mention en 1896, il mesurait 1,90 m de haut. Lors des fouilles faites à cette époque par Léon Coutil, il précise qu’il a creusé jusqu’à 1,60 m de profondeur sans atteindre la base du mégalithe, mais l’excavation a révélé la présence de quelques grosses pierres sur le côté (sortes de cales) et de fragments de charbon.
Une autre pierre située 60 m plus haut dans le bois et connue sous le nom de « Pierre Saint-Victor », est signalée à l’historien. Il s’agit d’un autre bloc de calcaire mesurant 2 m de longueur sur 1,20 m de largeur. Encastrée dans le sol, sa partie émergée ne mesure qu’un mètre de haut. En fait, il ne s’agit que d’un affleurement calcaire tout à fait naturel . Les deux pierres sont séparées par une fosse de 20 m de diamètre en partie remplie de silex et de pierres calcaires.

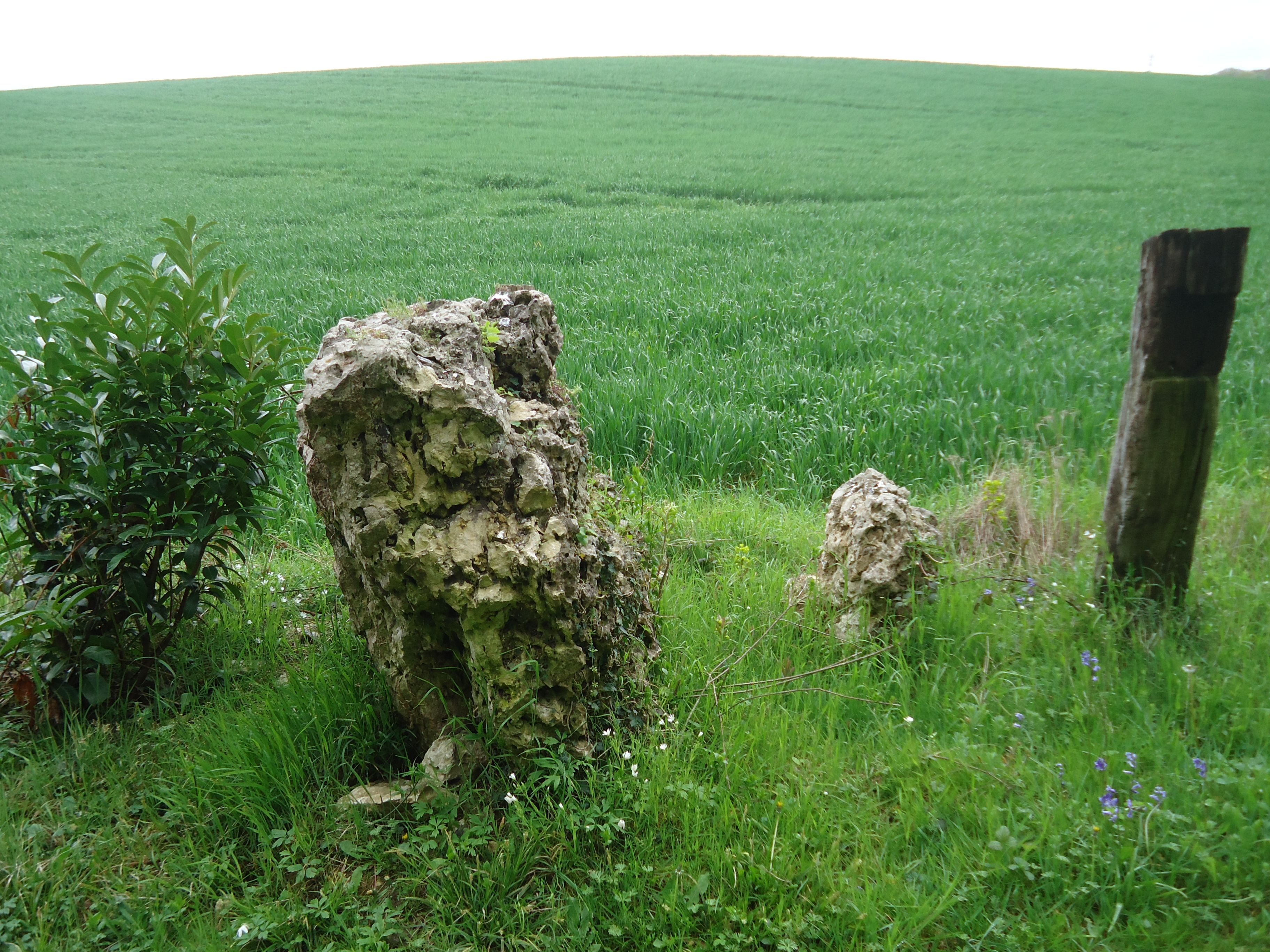
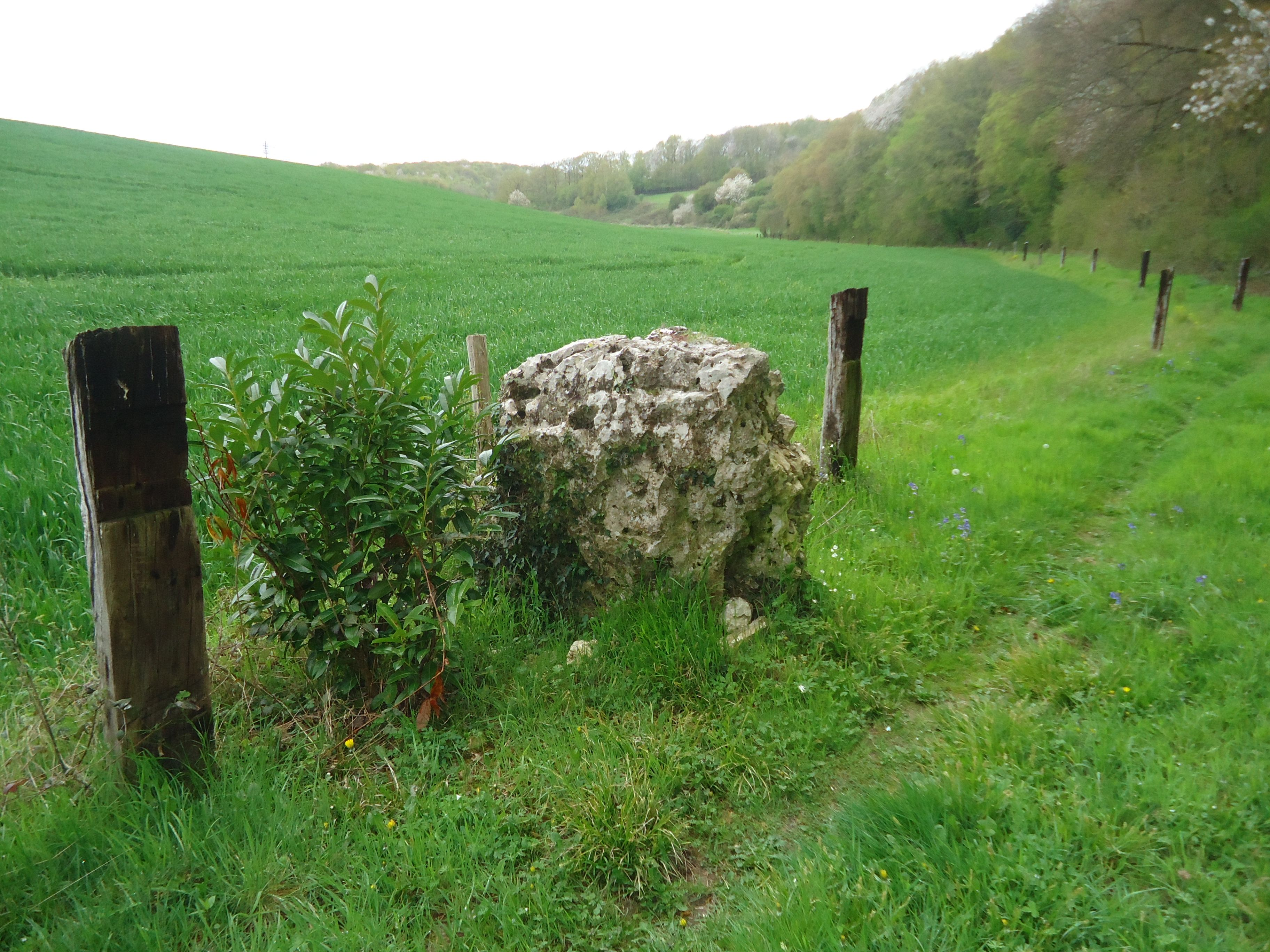
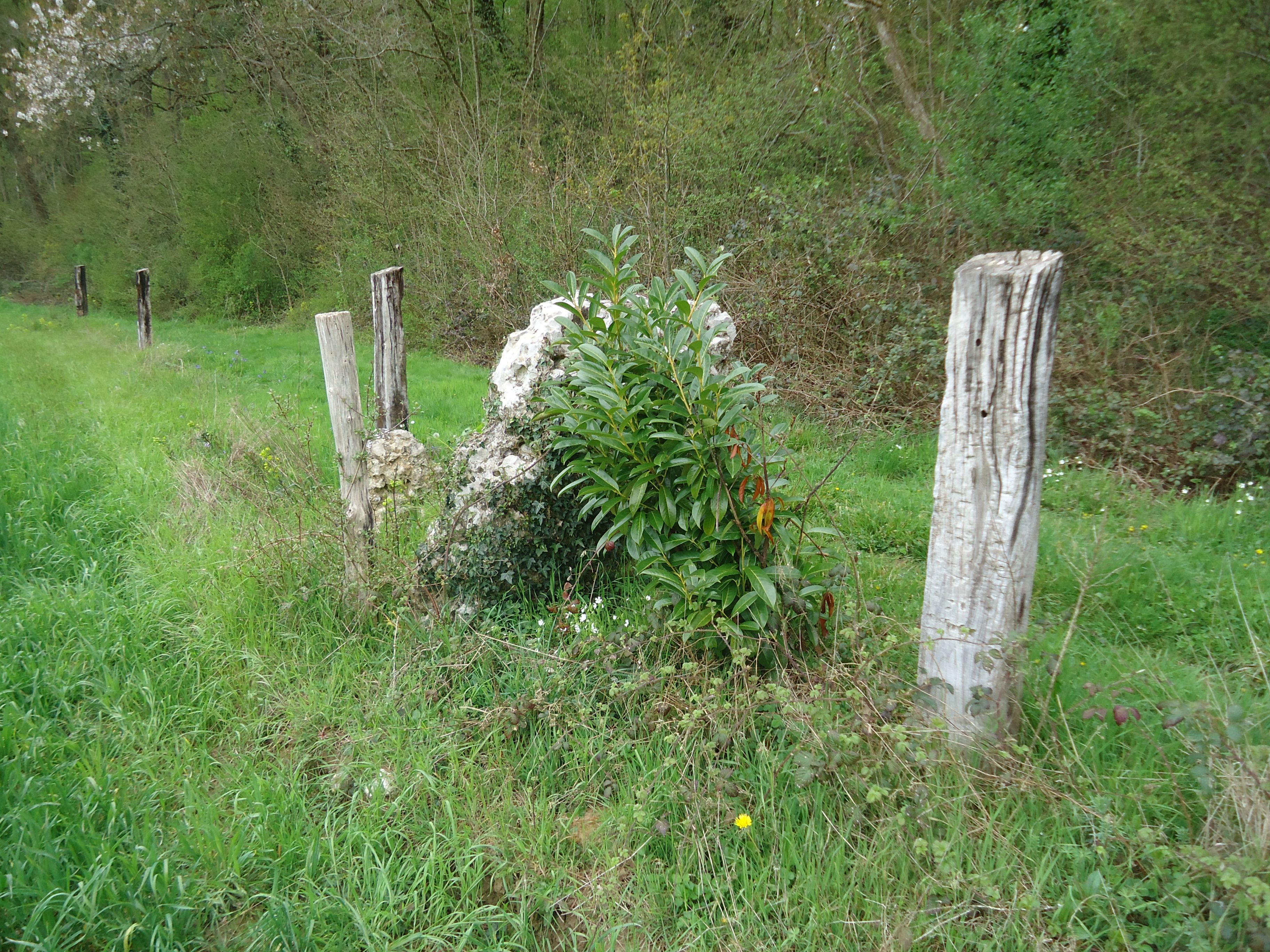
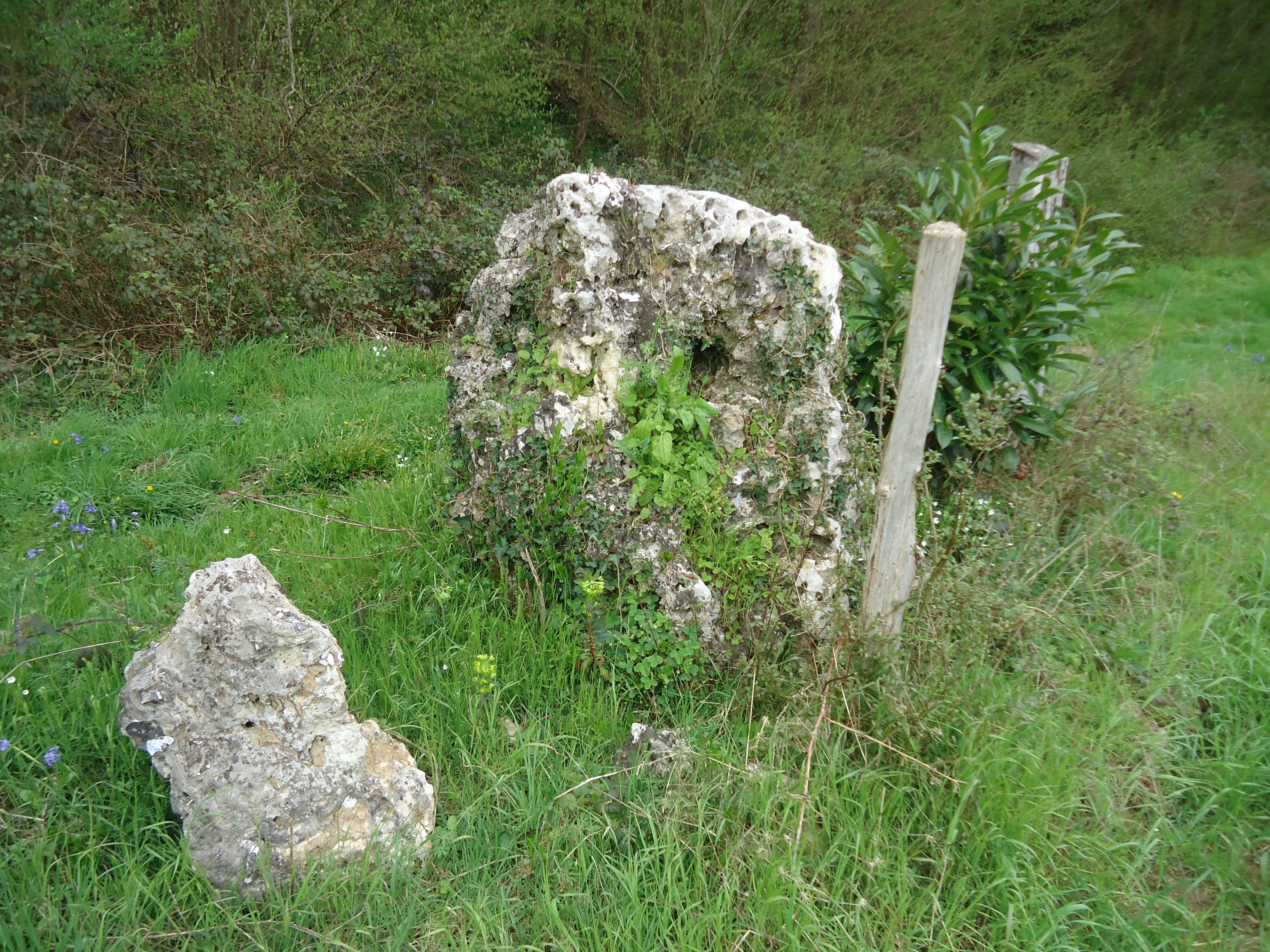
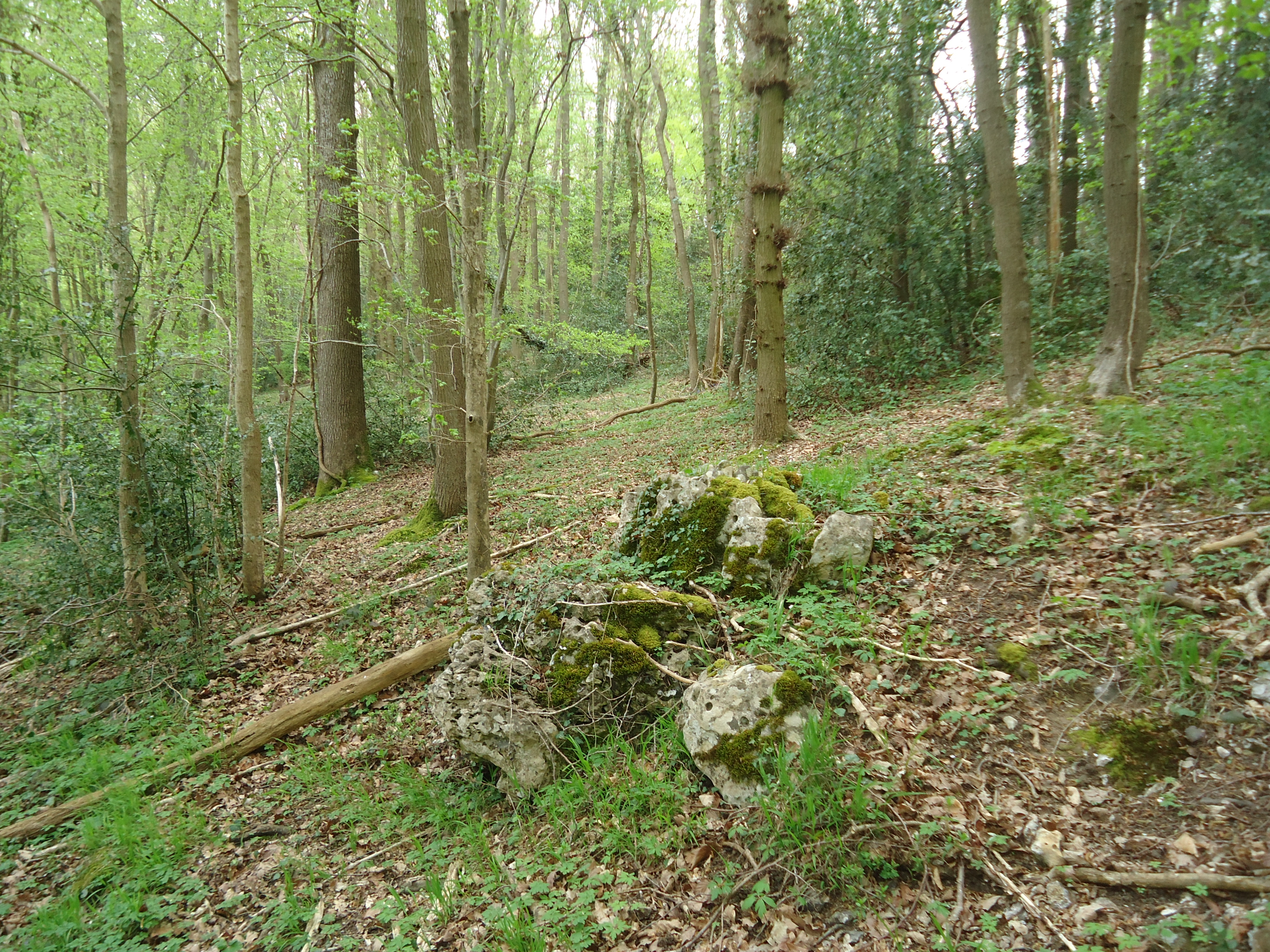
Pierre Saint-Victor.

## Historique
Le menhir est mentionné pour la première fois par Léon Coutil dans son Inventaire des menhirs et dolmens de France : Eure publié en 1896. Une photo des fouilles est même retrouvée et publiée en 2008. Dans un autre article publié en 1918, Coutil précise que lors de sa visite aux mégalithes, « nous avons vu des rubans de coton attachés dans les arbres par des pèlerins venus intercéder ces pierres », soulignant le caractère sacré qui a entouré ces pierres et assuré leur protection.
Le menhir est référencé en 1986 au titre de l’Inventaire général du patrimoine culturel.

## Légende
Certaines traditions populaires qui perdurèrent jusqu’au XIXe siècle voulaient que les jeunes époux, le jour de leur mariage, glissent quelques pièces de monnaie dans les anfractuosités de la pierre afin de garantir leur bonheur futur.